# Scala di Scoville

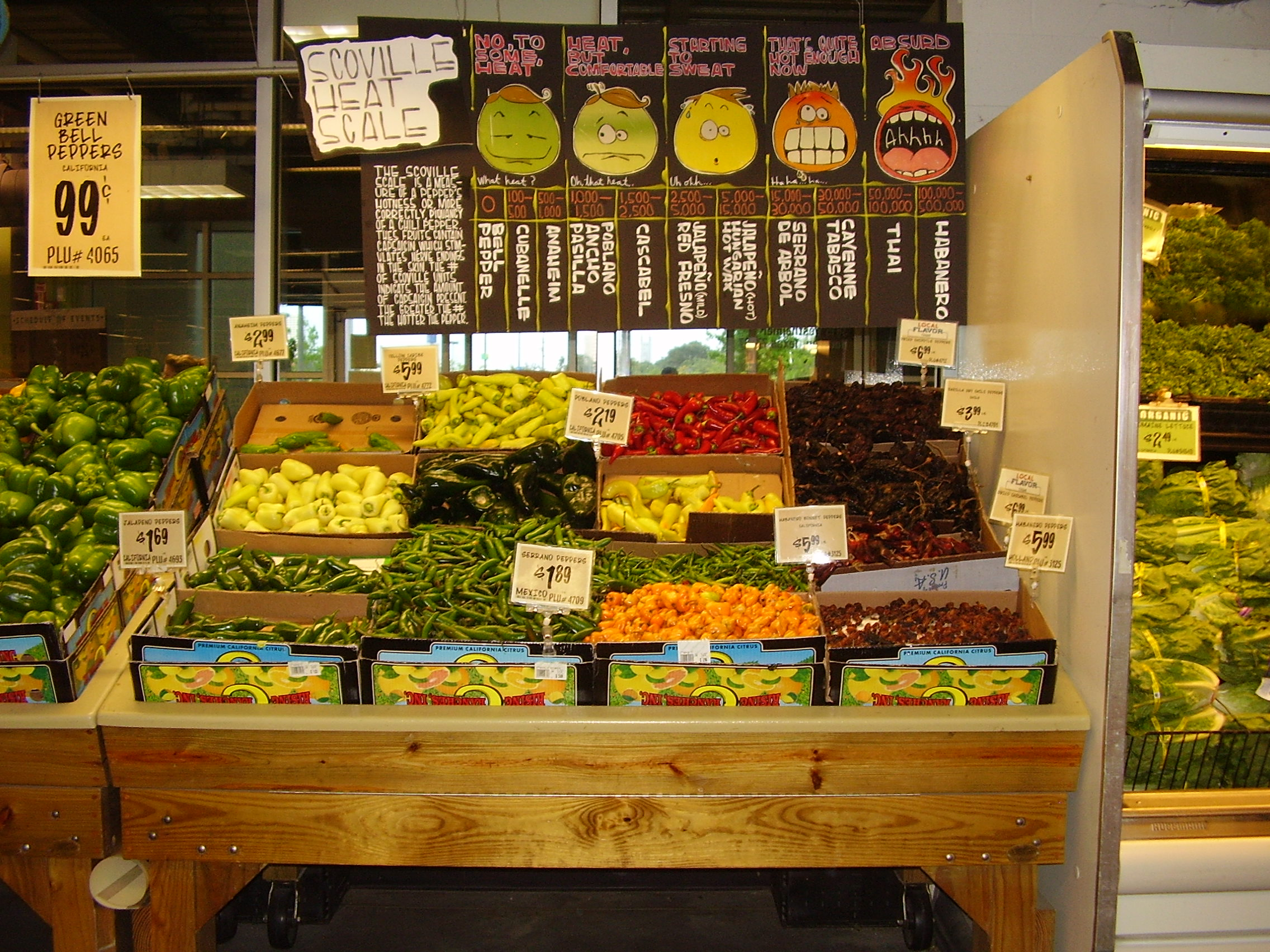
Scala Scoville illustrata a un mercato di Houston, Texas

La scala di Scoville (o più brevemente scala Scoville) è una scala di misura della piccantezza. I principali soggetti della scala sono i peperoncini, frutti del genere Capsicum, che contengono sostanze, dette capsaicinoidi, di cui la più abbondante è la capsaicina, un composto chimico che stimola i recettori del caldo VR1 (recettori per i vanilloidi 1) situati anche sulla lingua e che provoca la sensazione di "bruciore".

## Definizione della scala
Il numero di unità di Scoville che indica l'appartenenza alla scala (SHU) (Scoville Heat Units) indica la quantità di capsaicina equivalente contenuta. Per molte salse piccanti in uso sia in America del Nord sia in America del Sud si indica la piccantezza in unità di Scoville.
La scala di Scoville prende il nome da Wilbur Scoville, il suo ideatore, che sviluppò il SOT (Scoville Organoleptic Test) nel 1912. Originariamente questo test prevedeva che una soluzione dell'estratto del peperoncino venisse diluita in acqua e zucchero finché il "bruciore" non fosse più percettibile a un insieme di assaggiatori (generalmente 5); il grado di diluizione, posto pari a 16.000.000 per la capsaicina pura, dava il valore di piccantezza in unità di Scoville. Il valore 16.000.000 per la capsaicina fu posto arbitrariamente da Scoville.

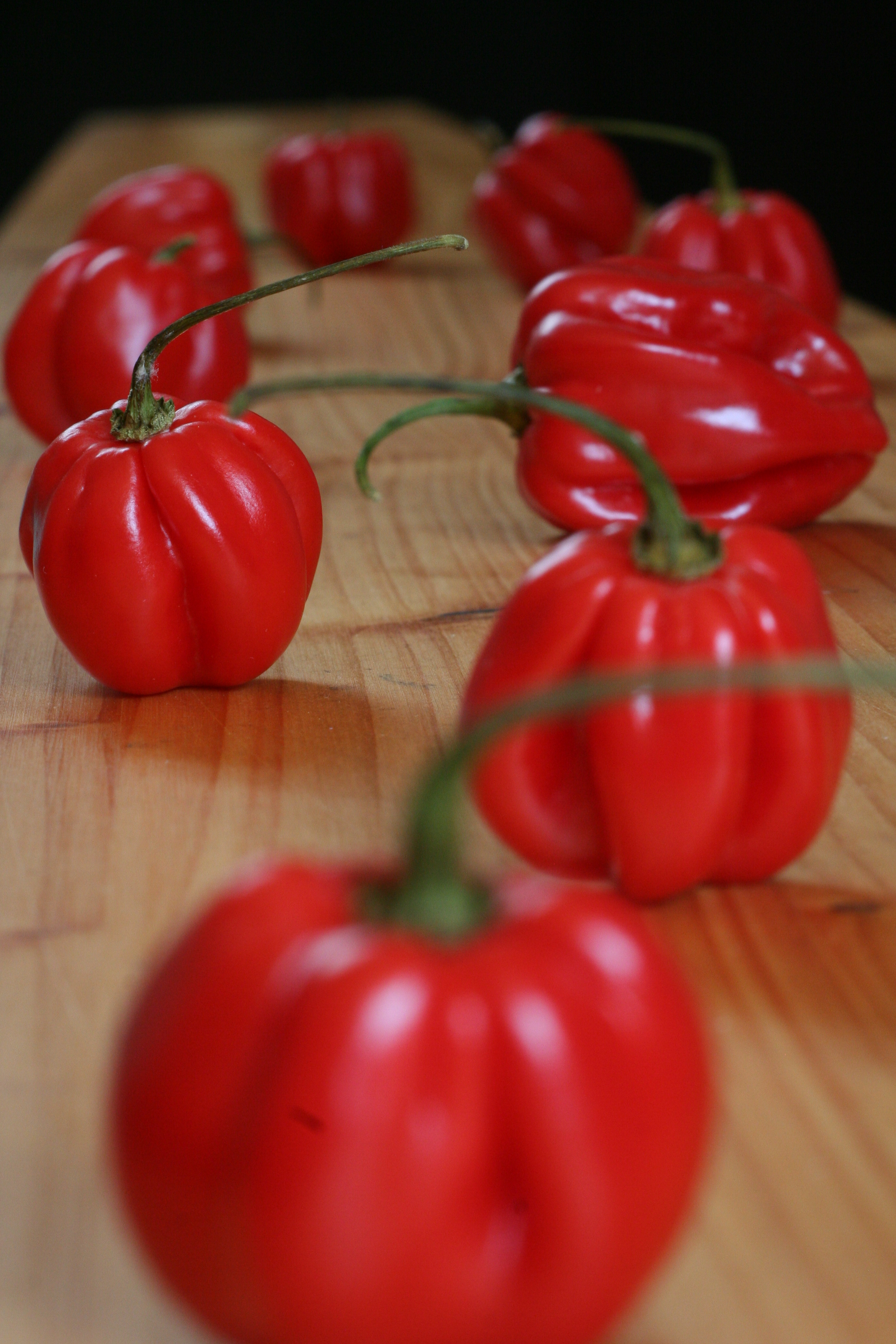
Habanero (Capsicum chinense)

Quindi un peperone dolce, che non contiene capsaicina, ha un valore zero sulla scala Scoville, a significare che l'estratto di peperone non è piccante anche se non diluito. Al contrario l'Habanero, un tipo di peperoncino noto per essere molto piccante, fa misurare un valore superiore a 300.000 sulla scala Scoville: posto 16.000.000 la capsaicina pura, significa che l'estratto di Habanero ha un contenuto di capsaicina equivalente di
{\displaystyle {\frac {300.000}{16.000.000}}=1,875\%}
in peso.
Il record, registrato nel Guinness dei primati nel dicembre del 2013, appartiene al Carolina Reaper con 2.200.000 SHU. Precedentemente apparteneva allo Scorpione di Trinidad, e ancora prima al Naga Viper con 1.382.118 SHU. Essendo prodotti naturali e non industriali, non tutti i peperoncini hanno lo stesso valore: il valore record è semplicemente il massimo valore registrato e ufficialmente riconosciuto.
Sedici unità di Scoville sono equivalenti a una parte di capsaicina per milione. Il grande limite del metodo di valutazione è che, pur basandosi su una scala oggettiva, la rilevazione dipende dalla soggettività umana. Successivamente sono stati sviluppati altri tipi di test, molto più sofisticati, come il test HPLC (High performance liquid chromatography, noto anche come "Metodo Gillett") che misura direttamente la quantità di capsaicinoidi invece che affidarsi alla sensibilità dell'uomo. La capsaicina pura è una sostanza tossica e la sua assunzione in grandi quantità può avere effetti letali.

## Classifica della piccantezza di alcuni peperoncini sulla scala Scoville
I valori sulla scala Scoville possono variare sensibilmente per almeno tre ragioni:
- Variano all'interno della stessa cultivar, anche di un fattore 10 o più, a seconda della semenza, del clima e del suolo.
- Le vere "Unità di Scoville" erano il risultato di un test organolettico, dipendente dalla sensibilità umana che varia anche di + 50%.
- Il test HPLC non misura direttamente le unità di Scoville, ma le "unità di piccantezza ASTA". Queste sono poi convertite in unità Scoville; dato che la piccantezza assoluta dei capsaicinoidi ha un errore di circa il 20%, anche la conversione ne risente. L'HPLC stesso ha un errore di circa il 12%.[11]

| Gradazione Scoville     | Tipo di peperoncino / Sostanza |
| ----------------------- | --- |
| 16.000.000.000          | Resiniferatossina |
| 5.300.000.000           | Tinyatossina |
| 15.000.000 - 16.000.000 | Diidrocapsaicina, Capsaicina pura |
| 8.800.000 - 9.100.000   | Nordiidrocapsaicina |
| 6.000.000 - 8.600.000   | Omodiidrocapsaicina, Omocapsaicina |
| 2.500.000 - 5.300.000   | Spray al peperoncino in uso alla polizia |
| 2.693.000               | Pepper X |
| 2.483.584 - 2.723.058   | Dragon's Breath |
| 2.000.000 - 2.200.000   | Carolina Reaper |
| 1.067.286 - 2.000.231   | Trinidad Scorpion Moruga, Trinidad Scorpion Butch Taylor, Naga Viper, Infinity Chili, Komodo Dragon Chili, Spray al peperoncino di uso comune |
| 855.000 - 1.041.427     | Naga Morich, Naga Dorset, Seven Pod (o Seven Pots)                                                                                            |
| 876.000 - 970.000       | Bhut Jolokia (noto anche come Ghost Chili), Naga Jolokia (Ibrido)                                                                             |
| 350.000 - 855.000       | Habanero Red Savina, Indian Tezpur |
| 100.000 - 350.000       | Habanero, Jamaican Hot, Fatalii, Murupi White, Bird's Eye (noto anche come "Piripiri", "Pilipili", "African Devil"), Beni Highlands           |
| 100.000 - 150.000       | Isopropyl Alcohol Spray |
| 50.000 - 100.000        | Scotch Bonnet, Santaka, Chiltepin, Rocoto, Thai Pepper (noto anche come Thai Dragon), Goat's Weed                                             |
| 30.000 - 50.000         | Ají, pepe di Caienna, Tabasco, Piquin, Calabrese                                                                                              |
| 15.000 - 30.000         | Chile de Arbol, Manzano |
| 5.000 - 15.000          | Peter Pepper, Serrano, Jalapeño, Er jing tiao                                                                                                 |
| 2.500 - 5.000           | Mirasol, Chipotle, Poblano, Hot Fajita |
| 1.500 - 2.500           | Sandia, Cascabel, NuMex Big Jim, NuMex Suave                                                                                                  |
| 1.000 - 1.500           | Ancho, Anaheim, Pasilla Bajio, Española |
| 100 - 1.000             | Mexican Bell, Cherry, New Mexico Pepper, Peperone, Paprica                                                                                    |
| 0 - 100                 | Peperone dolce, Pimento (Pimenta dioica), Paprica dolce                                                                                       |